# Уряди Словаччини
Це список урядів Словаччини з 1938 року по теперішній час.

## Словацька країна (1938–1939)
під час Другої Республіки
- (1938) Перший уряд Йозефа Тісо
  - Прем'єр-міністр Йозеф Тісо
- (1938–39) Другий уряд Йозефа Тісо
  - Прем'єр-міністр Йозеф Тісо
- (1939) Третій уряд Йозефа Тісо
  - Прем'єр-міністр Йозеф Тісо
- (1939) Уряд Юзефа Сівака
  - Прем'єр-міністр Юзеф Сівак
- (1939) Уряд Кароля Сідора
  - Прем'єр-міністр Кароль Сідор

## Перша словацька республіка(1939–1945)
під час Другої світової війни
- (1939) Четвертий уряд Йозефа Тісо
  - Прем'єр-міністр Йозеф Тісо
- (1939–44) Уряд Войтеха Тука
  - Прем'єр-міністр Войтех Тука
- (1944–45) Уряд Штефана Тісо
  - Прем'єр-міністр Штефан Тісо

## Словацька Соціалістична Республікав складі Чехословаччині (ЧРСР, 1969–1990)
в Чехословацькій Соціалістичній Республіці
- (1969–71) Уряд Штефана Садовського та Петра Колотки
  - Прем'єр-міністр Штефан Садовський (січень-травень 1969 р.), Петро Колотка (з травня 1969 р.)
- (1971–76) Перший уряд Пітер колоткі
  - Прем'єр-міністр Петро Колотка
- (1976–81) Другий уряд Петера колоткі
  - Прем'єр-міністр Петро Колотка
- (1981–86) Третій уряд Пітер колоткі
  - Прем'єр-міністр Петро Колотка
- (1986–89) Уряд Петра Колотки, Івана Кнотека та Павола Гривняка
  - Прем'єр–міністр Пітер колоткі (до жовтня 1988), Іван Knotek (з жовтня 1988 до червня 1989 року), Павол Hrivnák (з червня 1989)
- (1989–90) Уряд Мілана Чіча
  - Прем'єр-міністр Мілан Чіч

## Словацька Республіка в складі ČSFR (1990–1992)
У складі Чеської і Словацької Федеративної Республіки
- (1990–91) Перший уряд Владимира Мечіара
  - Прем'єр-міністр Владимир Мечіар
- (1991–92) Уряд Яна Чарногурського
  - Прем'єр-міністр Ян Чарногурський
- (1992–94) Другий уряд Владимира Мечіара
  - Прем'єр-міністр Владимир Мечіар

## Словацька Республіка(з 1993 р.)
уряди незалежної держави
- (1992–94) Другий уряд Владимира Мечіара–продовження Федерації
  - Прем'єр-міністр Владимир Мечіар
- (1994) Уряд Юзефа Моравчика
  - Прем'єр-міністр Юзеф Моравчик
- (1994–98) Третій уряд Владимира Мечіара
  - Прем'єр-міністр Владимир Мечіар
- (1998–2002) Перший уряд Мікулаша Дзурінди
  - Прем'єр-міністр Мікулаш Дзурінда
- (2002–06) Другий уряд Мікулаша Дзурінди
  - Прем'єр-міністр Мікулаш Дзурінда
- (2006–2010) Перший уряд Роберта Фіцо
  - Прем'єр-міністр Роберт Фіцо
- (2010–2012) Уряд Івети Радічової
  - Прем'єр-міністр Івета Радічова
- (2012–2016) Другий уряд Роберта Фіцо
  - Прем'єр-міністр Роберт Фіцо
- (2016–2018) Третій уряд Роберта Фіцо[cs]
  - Прем'єр-міністр Роберт Фіцо
- (2018–2020) Уряд Петера Пеллегріні
  - Прем'єр-міністр Петер Пеллегріні
- (2020–2021) Уряд Ігоря Матовича
  - Прем'єр-міністр Ігор Матович
- (2021–2023) Уряд Едуарда Геґера
  - Прем'єр-міністр Едуард Геґер